# Толпаровский сельсовет
Толпаровский сельсовет — муниципальное образование в Гафурийском районе Башкортостана.

## История
Согласно «Закону о границах, статусе и административных центрах муниципальных образований в Республике Башкортостан» имеет статус сельского поселения.

## Население
| 2002 | 2009 | 2010 | 2012 | 2013 | 2014 | 2015 |
| ---- | ---- | ---- | ---- | ---- | ---- | ---- |
| 283  | →283 | ↘265 | ↘263 | ↗265 | ↗271 | ↘264 |
| 2016 | 2017 |      |      |      |      |      |
| ↘245 | ↘238 |      |      |      |      |      |

## Состав сельского поселения
| № | Населённый пункт | Тип населённого пункта          | Население |
| - | ---------------- | ------------------------------- | --------- |
| 1 | Толпарово        | деревня, административный центр | ↘236      |
| 2 | Зириклы          | деревня                         | ↗29       |